# 슈타예르스카

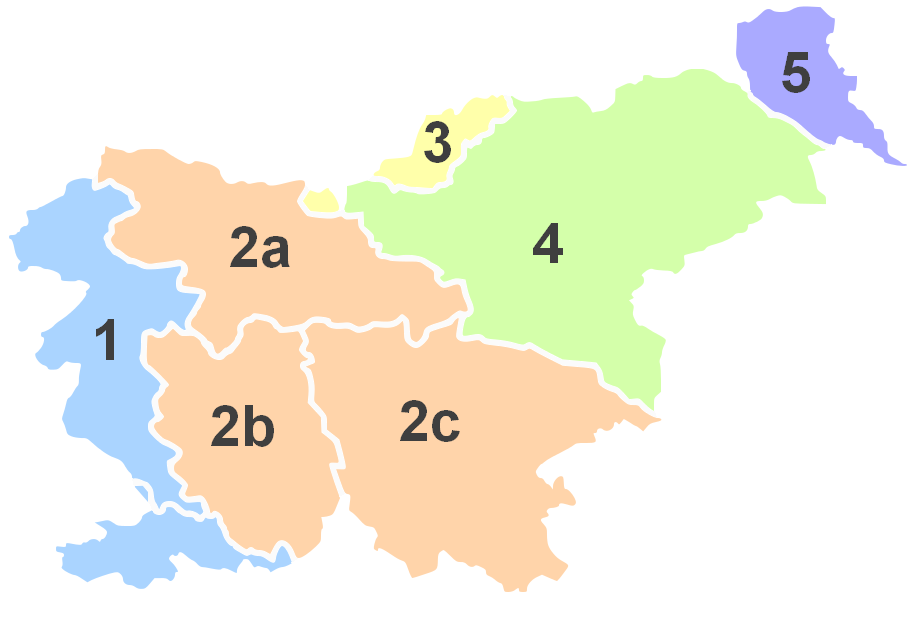
북동쪽에서 4번으로 표시된 슈타예르스카 지방 (하늘색)

슈타예르스카(슬로베니아어: Štajerska, 독일어: Untersteiermark)는 슬로베니아 북동부에 위치한 지방이다. 공식적인 행정 구역 단위는 아니며 오스트리아령인 상스티리아(上스티리아, 슈타이어마르크주)와 구별하기 위해 하스티리아(下스티리아)라고 부르기도 한다. 가장 큰 도시는 마리보르이다.
오스트리아-헝가리 제국 시대에는 슈타이어마르크 공국에 속해 있었지만 1918년 오스트리아-헝가리 제국이 해체된 뒤 공국 남부가 유고슬라비아 왕국에 병합되었다.